# 이황 (1497년)
세자 이황(世子 李𩔇, 1498년 1월 10일(1497년 음력 12월 18일) ~ 1506년 10월 10일(음력 9월 24일))은 조선의 왕세자이며 연산군과 폐비 신씨의 아들이다.

## 생애
조선 제10대 임금인 연산군과 중전 신씨 사이에서 1498년 1월 10일(음력 12월 18일) 태어난 장남이다. 성품이 차분하고 굳세고 엄숙했으며, 세자시절 기상이 성종과 닮았다는 이야기가 있었다. 또 총명하여 왕의 자질이 있었다.
정세명(丁世明)의 딸을 세자빈으로 맞았으나 길례를 행하기 전에 중종반정이 일어났기에 정식 세자빈이 아니었다. 그 뒤 정세명(丁世明)의 딸은 강희신(姜熙臣)의 아들 강오(姜澳)에게 시집갔다.
중종반정으로 아버지 연산군이 폐출되고 난 뒤 폐세자(廢世子)로 강등되었고 1506년 10월 10일(음력 9월 24일) 창녕대군 성, 양평군 인, 이돈수 등과 함께 사사되었다.

## 가족 관계
- 조부 : 성종(成宗, 1457 ~ 1494)
- 조모 : 폐비 윤씨(廢妃 尹氏, 1455 ~ 1482)
  - 아버지 : 연산군(燕山君, 1476 ~ 1506)
- 외조부 : 거창부원군(居昌府院君) 신승선(愼承善, 1436 ~ 1502)
- 외조모 : 중모현주 이씨(中牟縣主 李氏, 1435 ~ ? ) : 세종의 4남 임영대군의 딸
  - 어머니 : 폐비 신씨(廢妃 愼氏, 1476 ~ 1537)
    - 누나 : 휘신공주 수억(徽愼公主 壽億, 1491 ~ ? )
    - 누나 : 공주(公主, 생몰년 미상)
    - 형 : 원손(元孫, 1494 ~ 1494)
    - 누나 : 공주(公主, 1495 ~ ? )
    - 동생 : 창녕대군 성(昌寧大君 誠, 1500 ~ 1506)
    - 동생 : 대군 인수(大君 仁壽, 1501 ~ 1503)
    - 동생 : 대군(大君, 1502 ~ ? )